# Dysmicoccus innermongolicus
Dysmicoccus innermongolicus är en insektsart som beskrevs av Tang in Tang och Li 1988. Dysmicoccus innermongolicus ingår i släktet Dysmicoccus och familjen ullsköldlöss. Inga underarter finns listade i Catalogue of Life.